# Kilbeggan
Kilbeggan (irsko Cill Bheagáin, kar pomeni Bécánova cerkev) je glavno mesto v baroniji  Moycashel, grofija Westmeath, Irska.

## Geografija
Kilbeggan leži ob reki Brosna na jugu grofije Westmeath južno od jezera Lough Ennell in kraja Castletown Geoghegan, severno od meje z grofijo Offaly, približno 9 km severno od kraja Tullamore. Kilbeggan je obdan z rahlo nagubano pokrajino Esker Riada (irsko Eiscir Riada), linearnimi peščenimi gubami, ki se raztezajo čez osrednjo Irsko in so ostale, ko so se umikali ledeniki ob koncu zadnje ledene dobe. Znan je zaradi najstarejšega tornada v Evropi. 
Kilbeggan sestavlja 29 okrožij: Aghamore, Aghuldred, Ardnaglew, Ballinderry Big, Ballinderry majhne, Balli Wire, Ballymacmorris, Ballynasudder, Ballyoban, Brownscurragh, Camagh, Clonaglin, Coola, Demesne ali Mearsparkfarm, Grange in Kiltober, Grangegibbon, Greenan, Guigginstown, Hall Farm, Kilbeggan, severni Kilbeggan, južni Kilbeggan, Kiltober/Kiltubber in Grange, Loughanagore, Meadow Park, Meeldrum, Meeniska, Meersparkfarm ali Demesne, Shureen in Ballynasuddery, Skeahanagh, Stonehousefarmand Tonaphort.
Sosednje civilne župnije so: Castletown kindalen na severu, Newtown na vzhodu, Rahugh na vzhodu in jugu, Durrow na jugu in Ardnurcher ali Horseleap na zahodu.

## Zgodovina
Sveti Bécán, eden od 'dvanajstih apostolov Irske', je v 6. stoletju tukaj ustanovil samostan, ki je dal ime irskemu mestu Cill Bheagáin, kar pomeni Becanova cerkev. Sčasoma so samostan opustili in je izginil. Nov samostan so leta 1150 ustanovili pripadniki družine Loghlan Mac, ruševine prejšnjega je obnovila družina Dalton. Bil je sedež cistercijanskih menihov iz opatije Mellifont. Veliki duhovnik Clonmacnoisa, O'Catharnaigh (O'Kearney), je umrl v samostanu leta 1196, Hugh O'Malone, škof Clonmacnoisa, je bil pokopan leta 1236. Leta 1217 je bil samostan vpleten v nemire Jerpoint in posledično je bil opat kaznovan. Po zaroti Mellifonta je samostan pripadel samostanu Buildwas. Po ukinitvi leta 1539 je samostan in njegova obsežna zemljišča dobila družina Lambart. Samostan je bil popolnoma porušen, njegova lokacija pa je bila izgubljena, a so mesto in popoln tloris samostana našli z geofizikalno raziskavo v sklopu arheoloških projektov leta 2003 zahodno od zgodnjesrednjeveškega pokopališča (Hayden 2003). Kasnejša cerkev, ki je bila zgrajena severovzhodno od zgodnje srednjeveške cerkve, je bila župnijska cerkev za reformirano irsko cerkev  . Cerkev ni več v uporabi. Ostale so le ruševine stolpa.
Na plitvini reke Brosne pri Kilbegganu, mestu prečkanja reke, je bila leta 972 bitka med Danci in Irci. Spopad Združenih Ircev je bil v mestu v okviru irskega upora leta 1798. 
Družina Lambart je postala politično prevladujoča v regiji Midlands. Trdno so se uveljavili v Kilbegganu in okolici ter postopoma nadomestili družino Geoghegan, ki je bila vodilna v baroniji Moycashel in zastrašujoči irski (zahodni) zvezi Meath, ki je zadrževala angleški (vzhodni) Meath pred vdorom iz Normandije vse do vojne treh kraljestev, ko so bili člani svetov dveh grofij Westmeath in potem ko so po obnovi ponovno dobili nekaj zemlje, do končnega poraza Ircev s silami Viljema Oranskega in zaveznikov ter pogodbe iz Limericka.
Sir Oliver Lambart je postal guverner Connaughta leta 1601 ob koncu tudorske zasedbe in zadnje velike bitke za galsko Irsko pri Kinsaleju, kjer so se Bryan Geoghegan in njegova majhna skupina odlično držali pri Dunboyu. V obdobju vračila je bil Lambart odgovoren za brzdanje trmastih Geogheganov in njihovih zaveznikov in jim je bilo nato odobrenih 2,8 km² zemljišča in 60 hiš. Lambart je leta 1606 v mestu odprl tedenski trg. Kilbeggan je postal mesto okrožje z listino Jakoba I. leta 1612. Trg je postal pomemben za okoliško kmetijsko skupnost. Velika tržna hiša še vedno stoji v mestu, čeprav se ne uporablja za svoj prvotni namen.
Destilarna Kilbeggan, ki stoji na obrežju reke Brosna, je začela izdelovati viski leta 1757. Znotraj kompleksa je lastnik zgradil hiše in vrtove na otokih v reki. Član družine Locke je leta 1879 v mestu ustanovil samostan Mercy.
Leta 1835 je bil odprt krak Grand Canala med Dublinom in reko [[Shannon (reka)|Shannon, ki je bil zelo pomemben za mesto.
V Rostelli (Rosdalla), 3 km južno od Kilbeggana, je bil 30. aprila 1054 prvi zapisan tornado v Evropi.

## 21. stoletje
Danes je mesto storitveni center za lokalno kmetijsko skupnost; imajo nekaj lahke industrije, v okolici kopljejo tudi pesek in gramoz, in je videti bolj kot spalno naselje Dublina, še posebej po izboljšanju cest N6/M6 in razširitvi avtoceste M4 zahodno od mesta.
Krak kanala je bil zaprt leta 1960 in korito je zdaj suho. Pristaniške stavbe so ostale in jih uporabljajo kot pisarne in delovne prostore.
Čeprav so viski nehali pridobivati v destilarni Locke leta 1950, so zgradbe ostale in so bile ponovno odprte kot zanimivost za obiskovalce. Pred kratkim se je ponovno začela destilacija.
Kilbegganske konjske dirke (Kilbeggan Racecourse) so približno en kilometer severno od mesta. Dirke se začnejo sredi maja in končajo sredi septembra. 
V mestu je srednja šola Mercy, ki je povezana s samostanom Mercy v mestu.
Samostan Durrow je približno štiri kilometre južno od mesta, nekoliko čez mejo grofije z Offalyjem.

## Galerija
- Samostan Mercy
- Suh kanal
- Cerkev pri Newtownlowu